# マリア・デ・ラ・パス・デ・ボルボーン
マリア・デ・ラ・パス・デ・ボルボン・イ・ボルボン（María de la Paz de Borbón y Borbón, 1862年6月23日 - 1946年12月4日）またはパス・デ・ボルボン（Paz de Borbón）は、スペインの王族。
スペイン女王イサベル2世の次女で、バイエルン王子ルートヴィヒ・フェルディナントと結婚した。

## 生涯
マリア・デ・ラ・パスはスペイン女王イサベル2世女王とその夫のカディス公フランシスコ・デ・アシスの間の第3子としてマドリード王宮で生まれた。洗礼名はマリア・デ・ラ・パス・フアナ・アメリア・アダルベルタ・フランシスカ・デ・パウラ・フアナ・バウティスタ・イサベル・フランシスカ・デ・アシス（María de la Paz Juana Amelia Adalberta Francisca de Paula Juana Bautista Isabel Francisca de Asís）。イサベル2世は女性的な夫を嫌って多くの愛人を作っており、女王の子供たちの父親は愛人たちの誰かだろうと言われていた。このため、一応は父親とされるカディス公爵と王子王女たちの父子関係は冷淡でよそよそしいものだった。女王も公務や愛人たちとの情事に忙しく、また当時の宮廷の風儀もあって自分の子供たちに関心を向けなかった。
歴史家たちによれば、マリア・デ・ラ・パスの実の父親はイサベル2世の秘書を務めたミゲル・テノーリオ・デ・カスティーリャ（Miguel Tenorio de Castilla）だとされる。パス自身、自分の本当の父親が誰なのか気づいていたらしく、1890年にテノーリオ・デ・カスティーリャを自分の住まいニンフェンブルク宮殿の南翼に住まわせ、1916年にテノーリオが死ぬまで世話をした。

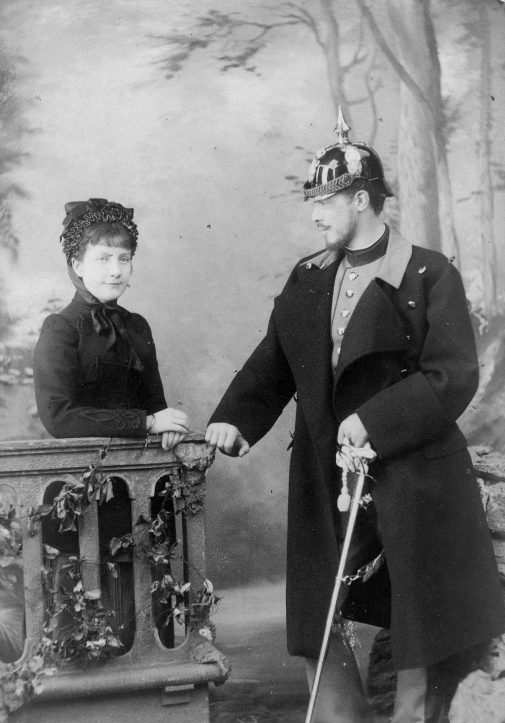
マリア・デ・ラ・パスと夫ルートヴィヒ・フェルディナント王子

1883年4月2日、マリア・デ・ラ・パスはマドリード王宮でバイエルン王子ルートヴィヒ・フェルディナントと結婚した。ルートヴィヒ・フェルディナントの母親アマリア・デル・ピラールはパスの父カディス公爵の妹であるため、夫妻は従兄妹同士だった。パスはスペイン王族としての年金15万ペセタを受け取りながら、ミュンヘン郊外のニンフェンブルク宮殿で暮らすようになった。
1918年のドイツ革命に伴いバイエルンでは王制が倒れたものの、マリア・デ・ラ・パスとその家族はニンフェンブルク宮殿に住み続けることを許された。ルートヴィヒ・フェルディナント王子一家の財産は大部分が没収されたが、一家にはパスがスペイン王族として受給する年金があった。この頃からパスは母国スペインを訪れるようになり、その時はマドリード王宮に滞在した。パスはまたクエンカに母方の祖母マリア・クリスティーナ王太后から相続した田舎の所領を持っていた。彼女はまたタランコンのリアンサレス公爵邸をも所有していた。
名前にある「パス（Paz）」という単語はスペイン語で平和を意味しているが、この名前が有難がられ、マリア・デ・ラ・パスは第1次世界大戦後の国際平和会議の場によく招聘された。彼女は1921年にはパリ、1923年にはフライブルク、1924年にはロンドン、1926年にはルクセンブルクと、あちこちの平和会議に出席した。
1931年に甥のスペイン王アルフォンソ13世が王位を追われると、マリア・デ・ラ・パスはスペインからの年金を受給できなくなった。ヒトラーの台頭により、パスのドイツでの暮らしはますます厳しいものになっていった。バイエルン王家の本家と違い、ルートヴィヒ・フェルディナント王子一家はナチス・ドイツ体制にあからさまに抵抗したわけではなかったが、一家の住む宮殿はゲシュタポの捜索を受け、パスが母国スペインの親族・友人とやり取りする手紙は検閲を受けた。
1945年にミュンヘンがアメリカ合衆国軍によって解放された際、アメリカ軍兵士がニンフェンブルク宮殿を襲撃し、マリア・デ・ラ・パスが母親から譲り受けた宝石類の一部を強奪する事件が起きた。しかし、兵士たちが盗んだ宝石は偽物であったことがその後判明した。
1946年、マリア・デ・ラ・パスは階段から転落し、その数時間後に亡くなった。パスの遺骸はミュンヘンの聖ミヒャエル教会にあるバイエルン王家の墓所に安置された。

## 子女
夫ルートヴィヒ・フェルディナント王子との間に2男1女をもうけた。
- フェルディナント（1884–1958） - 1905年、従妹のスペイン王女マリア・テレサと結婚
- アーダルベルト（1886–1970） - 1919年、ゼーフリート・アウフ・ブッテンハイム女伯アウグステと結婚
- ピラール（1891–1987）